# Marcos de Azevedo
Marcos de Azevedo (Toledo, 23 novembre 1981) è un ex calciatore brasiliano, di ruolo centrocampista.

## Carriera
Fa il suo esordio nella massima serie svizzera con la maglia del Servette durante la partita del 17 luglio 2011 contro il Thun (sconfitta in casa per 2-1).
Il 6 agosto 2011 segna le sue due prime reti in Super League svizzera contro il Losanna (vittoria in casa per 4-2). Dopo aver trascorso quattro stagioni con la squadra ginevrina, firma con quella cipriota dell'Ermis Aradippou.